# Enrico Luigi Micheli
Enrico Luigi Micheli (ur. 16 maja 1938 w Terni, zm. 21 stycznia 2011 tamże) – włoski polityk, menedżer i pisarz, parlamentarzysta, w latach 1998–1999 minister.

## Życiorys
Ukończył studia prawnicze na Uniwersytecie w Sienie. Pracował na stanowiskach menedżerskich w Alitalia, następnie przeszedł do pracy w Istituto per la Ricostruzione Industriale (IRI), najważniejszym włoskim holdingu państwowym, nadzorującym mienie państwowe i procesy prywatyzacji. W latach 80. był zastępcą dyrektora, w 1993 objął stanowisko dyrektora generalnego tej instytucji.
Bliski współpracownik Romana Prodiego od czasów pracy w IRI. Gdy ten w 1996 objął stanowisko premiera, Enrico Micheli został sekretarzem rządu w randze podsekretarza stanu. Od 21 października 1998 do 22 grudnia 1999 sprawował urząd ministra robót publicznych w pierwszym gabinecie Massima D’Alemy. W drugim rządzie tego premiera i następnie w gabinecie kierowanym przez Giuliana Amato ponownie pełnił funkcję sekretarza rządu (1999–2001).
W międzyczasie, w 1999, uzyskał mandat posła do Izby Deputowanych XIII kadencji, utrzymał go w 2001 na okres XIV kadencji parlamentu i wykonywał do 2006. Był działaczem Włoskiej Partii Ludowej, z którą współtworzył ugrupowanie Margherita, a z tym ostatnim w 2007 Partię Demokratyczną. W okresie drugiego rządu Romana Prodiego (2006–2008) był podsekretarzem stanu w urzędzie premiera.
Był także aktywnym pisarzem, autorem m.in. takich powieści jak Lo stato del cielo (1993), Il ritorno di Andrea (1995), La gloria breve (1997), L'uomo con il Panama (1998), Federico ed i colori della giovinezza (2000) czy L'Annunziata (2001).